# Musculus longitudinalis inferior linguae

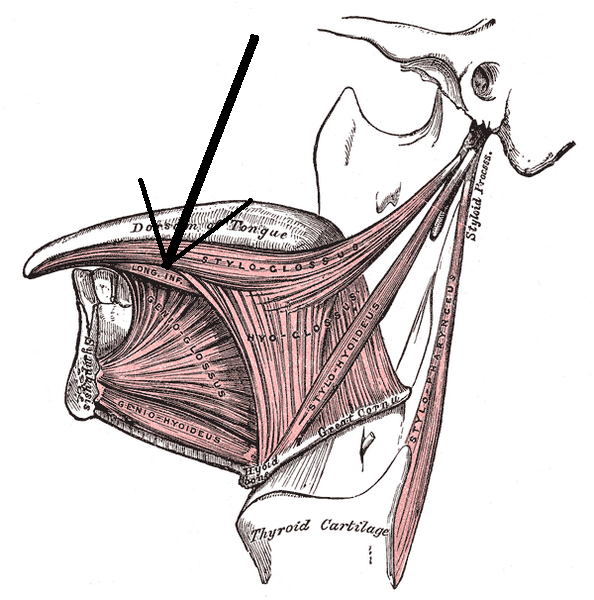
A nyelvet alkotó izmok (a nyíl mutatja az apró izmot)

A musculus longitudinalis inferior linguae egyike a néhány izomnak, amelyek a nyelvet alkotják.

## Eredés, tapadás, elhelyezkedés
A nyelv felső részét alkotja. A musculus genioglossus és a musculus hyoglossus között fut. Néhány izomszállal a nyelvcsonttal (os hyoideum) is kapcsolatban áll. Végül a musculus styloglossus-szal egyesül.

## Beidegzés
A nervus hypoglossus idegzi be.

## Külső hivatkozások
- Fül-orr-gége
- Kép, leírás